# Застава М56
Рад на новом домаћем аутомату започео је скоро одмах након заустављања производње М1949. На први конкурс било је 8 прототипова: 6 из крагујевачке Заставе (познатих конструктора Ђурђа Матића, пословође одјела неаутоматског оружја Милана Илића и Данила Цукића), један из Института наоружања Управе за војнотехничка истраживања и развој ЈНА (рјешење капетана Тодора Цветића) и један из Управе артиљерије (контролног органа УА при Застави,капетана Љуба Мијомановића).

## Историја
Крагујевачки аутомати су се базирали на моделу из 1949. Мијомановић је пријавио њемачки ЕРМА МП40, док је Цветић конкурисао са потпуно новим рјешењем слободног затварача. Цветићев се модел најбоље показао. Током другог круга теста, једини је издржао пробу са 27.000 метака. Тако је у наоружању ЈНА усвојен 7,62мм М56 (кодни назив артикал 11). Током 1956. израђено је 20 комада, неопходних за истраживања. Серијска производња М56 започела је 1960. а прекинута 1975. У то вријеме је израђено 88.998 примјерака које је Застава испоручила војсци и милицији.1965. године за потребе извоза израђена је ограничена серија у калибру 9мм. Због визуелне сличности са МП40, често се наводи да је M56 рађен по узору Хајнриха Фолмилера и завода ЕРМА. Али између ова два оружја постоје битне разлике.

## Карактеристике
М56 је функционисао по принципу слободног затварача, а радио је са отвореним затварачем. Ударна игла је била саставни дио затварача на коме се налазио извлакач са опругом, доносач метка и кружни отвор за ручицу. Повратна опруга је била већег пречника од оног код МП40, без телескопске опруге. Из аутомата се могло дејствовати јединачно или рафалном паљбом. Регулатор ватре, смјештен испред браника обараче, био је попречног типа. Састојао се из полуге правоугаоног пресјека са полукружним изрезом за раздвајач и обостраног нарецканог дугмета са јасним натписима "јед." (јединачно) и "раф" (рафално). Потискивањем лијевог дугмета удесно до положаја када се могао јасно видјети натпис "јед", полуга се постављала на правац кретања раздвајача. Након опаљења, полуга регулатора да раздвајач на полугу обарача, односно да задњи крак запињаче задржава затварач у задњем положају. Приликом потискивања десног дугмета улијево, урез на полузи се доводио на правац раздвајача. Ручица затварача је представљала кочницу. У циљу блокирања затварача,ручицу је требало заокренути за 90 степени у супротном смјеру казаљке на сату. У том положају, на горњој површини ручице било је читљиво "укочено". Када би се ручица заокренула у супротном смјеру писало би откоч(ено). На предњем и задњем дијелу канала налазио се кружни отвор са пречником већим од ширине самог канала. Иза главе ручице се налазило ребро правоугаоне форме са ширином која је одговарала ширини канала а висина пречнику кружних отвора. Тако је у вертикалном положају, ребро спречавало кретање ручице дуж канала и затварача. Осим овог ефикасног рјешења, на ручици је монтиран држач који је спречавао случајно опаљење оружја, што је био проблем код других аутомата. Из тог разлога, Управа пјешадије из тог разлога од конструктора захтијевала да ријеши тај проблем. Цветићев је утврђивач на вертикалном краку имао квадратни изрез, док је опруга под доњим краком утврђивач држала приљубљеним уз сандук. На предњем дијелу сандука се налазила брадавица, приликом нежељеног кретања унапријед или у крајњем предњем положају затварача,брадавица је заскакала у отвор утврђивача и обезбјеђивала сигурно растојање (1,2 - 2мм) између ударне игле и чела чахуре у лежишту. Приликом повлачења затварача уназад, стријелац је обухватом ручице затварача савлађивао силу опруге, чиме се утврђивач заокретао око осовине, зуб "искакао" из прореза и тиме ослобађао затварач. Кундак је ископиран од пушке МП40 који се може савијати и тако сачувати дужину. Необична карактеристика М56 је да има бајонетну ушицу на цијеви и тако може да прихвати бајонет.

## Корисници
Државе које користе ову пушку су:
- Босна и Херцеговина
- Замбија
- Ирак